# ヴィエンチャン王国

ヴィエンチャン王国

ヴィエンチャン王国（ヴィエンチャンおうこく）は、現在のラオス中部で18世紀から19世紀にかけて存在していた歴史上の王朝。1706年に分裂したラーンサーン王朝のうち、ヴィエンチャンに王都を置いた王朝のことを指す。

## 概略史

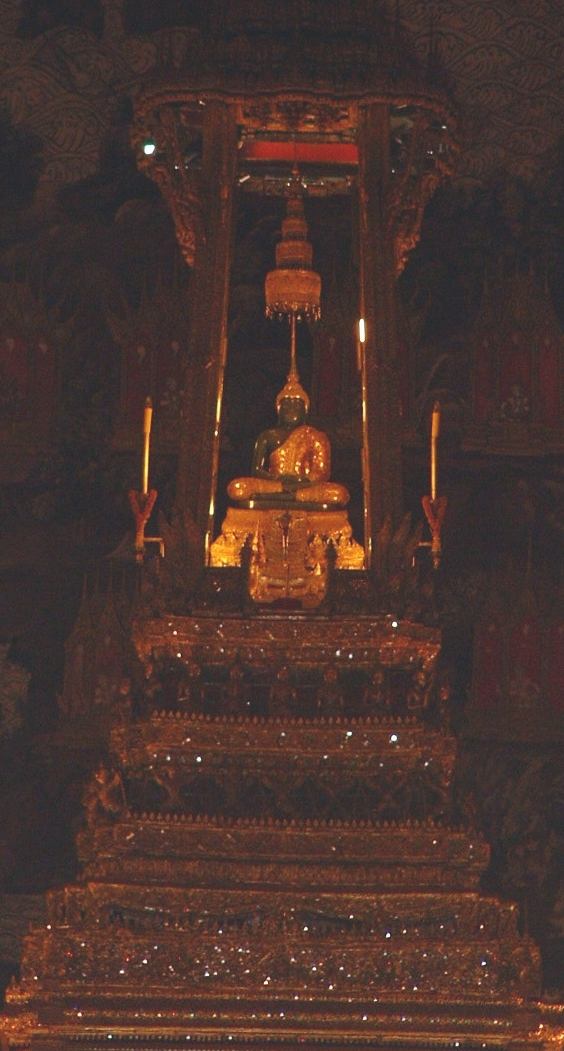
かつてヴィエンチャン王国が保有していたエメラルド仏

元々ラオスには、ラーオ族による統一王朝としてラーンサーン王朝（王都：ヴィエンチャン）が存在していた。しかし、1694年にスリニャ・ウォンサー王が死去すると、次期国王の座を巡って王位継承争いが生じ、1698年にサイ・オン・フェ（セタティラート2世）が王位に就任したことで、争いは一応のおさまりはみせた。しかし、その過程で追放されたスリニャ・ウォンサーの血族などに禍根を残す形となり、後にラーンサーン王朝が分裂していく契機となってしまった。
1706年、スリニャ・ウォンサーの孫にあたるキン・キッサラートとインタソームの兄弟がルアンパバーン王国の独立を宣言した。このとき、セタティラート2世には独立勢力を排除するだけの軍力がなく、独立を承認するか外部へ援軍を要請するかの選択に迫られた。セタティラート2世王はアユタヤ王国のサンペット8世に援軍を要請し、翌1707年にアユタヤの軍勢がヴィエンチャンに到着した。しかし、ラーンサーン王朝の弱体化を狙うアユタヤ軍勢はヴィエンチャンから動こうとはせず、結果的にセタティラート2世はラーンサーン王国をルアンパバーン王国とヴィエンチャン王国の二国に分断する形で和議を取らざるを得ない状況に追い込まれた。
ルアンパバーン王国の分離後、ヴィエンチャン王国の勢力圏では、ルアンパバーンに随する形で離反を企て、分裂を目指す動きが各地で大きくなった。この動きは1709年にムアン・ナコンの領主プラ・プロムラーサーの反乱の鎮圧で一旦は混乱は下火になったが、1713年にはアユタヤ王国の計略によりチャンパーサックの地域がチャンパーサック王国として分離・独立させられてしまった。
セタティラート2世の死後、1730年に王位を継承したオン・ブン（プンニャサーン）王は、隣国であるトンブリー王朝（シャム）のタークシン王がヴィエンチャンの領土であったウドーンターニーとウボンラーチャターニーを図版にしたため、1770年にタークシン王へ使節を派遣し、同盟関係を樹立することで国内を安定化させた。しかし、同盟は双方の思惑から円滑な進行とはならず、互いの想いにわずかなズレが生じていた。
1773年、ヴィエンチャン王国はルアンパバーン王国の侵攻を受けるが、この時プンニャサーンは、駐屯地が近いという理由から、同盟関係にあったシャムに援軍を求めず、当時シャムと戦争状態にあったコンバウン王朝（ビルマ）援軍を要請した。これにより、チェンマイで援軍要請を受けたビルマ軍司令官のポー・スパラは、要請を受けたことをルアンパバーン側へ通達することで、戦わずして争いを平定し、両国を権力下に置くことに成功した。翌1774年にプンニャサーンはビルマと協同してシャムに派兵した為、シャムのタークシン王は疑心暗鬼に陥り、ヴィエンチャン王国を信用しない表面上だけの外交を行うようになった。1777年、ビルマの侵攻を阻止することに成功したシャムは、その足でヴィエンチャンへ侵攻・同都を占領し、ヴィエンチャン王国を属領とした。
シャムはエメラルド仏や捕らえた多数の貴族等を戦利品として1780年に撤兵したが、プンニャサーンはシャム侵攻時に逃亡したカムクートの地で1781年に死亡した。その為、タークシン王はヴィエンチャンの新しい王としてナンターセン・ポンマラオを擁立した。1782年にカサットストックがラーマ1世としてチャクリー王朝を樹立すると、ヴィエンチャン王国はシャムから大幅な自治権を認められるようになった。
しかし一方で、ヴィエンチャン王国は1787年よりシェンクワーンの領土を巡って西山朝（ベトナム）との対立が激化した。この対立はゲーアン（乂安）のカイサーンによってベトナム側に勝利がもたらされ、以後シェンクワーンはヴィエンチャン王国領でありながら、ベトナム王朝（西山朝、及び阮朝）の勢力下に置かれるという、半独立した非常に不安定な地域となった。
ナンターセン・ポンマラオの死後、王位は弟のインタウォンが継承し、1798年から1799年にかけてシャムが行なったビルマ残留軍掃討作戦へ参加した。この時司令官に任命された副王チャオ・アヌウォンを高く評価したシャムは、1803年にインタウォンが死亡するとチャオ・アヌウォンをセタティラート3世として王位に就かせた。セーターティラート3世の治世（1804 - 1829）でヴィエンチャン王国は黄金期を迎え、1807年の新王宮建立、1808年のタート・パノム橋の架設、及びシー・ブンファン寺院（ノーンカーイ）の建立、1824年のセーン寺院の建立など、各地で当時の土木技術の粋をこらした寺院やインフラの整備が行なわれた。
1827年、セタティラート3世は王室会議を開き、シャムのチャクリー王朝が国内外の情勢で混乱している状況を判断した上で、属国という立場からの独立作戦を提唱した。この作戦は副王らの反対にあったが、実施することで決議され、密かにバンコクへの派兵を進めた。しかし、これを察知したルアンパバーン王国や、作戦自体に不満を持っていた副王ティサらによる作戦の漏洩により、作戦は途中でシャムに感づかれる形となり、王都・ヴィエンチャンをシャムに占領される事で反乱は失敗に終わった。
反乱失敗後、セタティラート3世は逃亡を計ったが、1828年にシャム軍に逮捕され、獄中で死亡した。シャムはヴィエンチャン占領後、セタティラート3世派によるヴィエンチャン王国の再攻を懸念し、王都を徹底的に破壊した上で、ヴィエンチャン王国の主権をラーマ3世の物としてシャムの領土に編入した。これにより、事実上1828年にヴィエンチャン王国は滅亡し、以降はラーンサーン王朝の系譜を汲む王国であるルアンパバーン王国の力がラオスで大きくなる。

## 歴代君主
1. セーターティラート2世（サイ・オン・フェ、1706年にラーンサーン王国分裂 - 1730年）
2. ブンニャサーン（オン・ブン、1730年 - 1779年）
3. ナンタセーン・ポンマラオ（1781年 - 1795年）
4. インタウォン（1795年 - 1803年）
5. セーターティラート3世（チャオ・アヌウォン、1804年 - 1829年）